# 马努巴赫
马努巴赫是德国莱茵兰-普法尔茨州的一个市镇。总面积7.70平方公里，总人口313人，其中男性155人，女性158人（2011年12月31日），人口密度41人/平方公里。